# Icon Comics
Icon Comics è un marchio di fumetti della casa editrice statunitense Marvel Comics. È stata fondata nel 2004 per pubblicare fumetti i cui diritti d'autore rimangono ai rispettivi creatori, scrittori e disegnatori. Sotto di essa vengono accorpate queste serie, i cui personaggi non rientrano all'interno dell'Universo Marvel. La loro distribuzione avviene all'interno del cosiddetto "Direct Market", canale distributivo che include le fumetterie e il circuito librario ma esclude le edicole.

## Linea editoriale
Questa etichetta Marvel garantisce agli autori e i loro studios indipendenti la piena autonomia sul materiale prodotto e il relativo indirizzo editoriale sia a livello di marketing che di target di pubblico. Tutti i diritti su storie e personaggi esulano totalmente dal controllo del Gruppo Marvel Comics e gli autori sono liberi di gestirne i diritti in piena autonomia. Questo vale anche per i contenuti editoriali e difatti le pagine della posta e i rispettivi editoriali rimangano totalmente in mano agli autori o agli studios di riferimento. Basti l'esempio della serie Powers che mantiene la lettera della posta dal nome The Line Up curata dallo stesso Bendis o l'equivalente Tear Drops su Kabuki. Come conseguenza il logo Marvel non appare mai in copertina sugli albi Icon che presentano invece solo il simbolo dell'Imprint. Questi vengono però sollecitati al pubblico tramite il catalogo ufficiale della Marvel, cioè Marvel Previews, anche se in una sezione separata da quella che pubblicizza gli albi relativi ai personaggi dell'Universo Marvel.

## Storia

### Debutto editoriale (2004)
Le prime due serie ad essere lanciate con l'Imprint Icon sono Kabuki (Vol.7) di David Mack (testi-disegni) e Powers (Vol.2) di Brian Michael Bendis (testi) - Mike Avon Oeming (disegni). Entrambe le serie partono dal n.1 e passano dalla Image alla Marvel. La data di copertina è luglio 2004. Come precisano gli stessi autori, non vi saranno pubblicità all'interno dei loro titoli, la gestione dei personaggi continuerà in piena autonomia e manterranno la proprietà dei fumetti pubblicati. La precedente serie di Powers è stata distribuita dalla Image tra il 2000 e il 2004 (sempre realizzata dai creatori Bendis-Oeming) con successo di pubblico e di critica. Il fumetto Kabuki ha avuto diverse serie ed è stata distribuita a partire dal 1993 dalla Caliber Press (prima di passare alla Image). Anche in questo caso ci si trova di fronte ad un fumetto legato da sempre al suo creatore David Mack e osannato dalla critica fumettistica e non solo.

### Prime pubblicazioni originali (2005-2008)
Nel 2005 arrivano le prime due opere originali pubblicate sotto l'Imprimt Icon. Entrambe sono dello scrittore Joseph Michael Straczynski, si tratta di una miniserie di 7 numeri dal titolo The Book of Lost Souls e l'albo unico Dream Police disegnato da Mike Deodato. Nel 2006 arriva la prima miniserie Criminal ideata da Ed Brubaker e pubblicata tra il settembre 2006 e l'ottobre 2007 per un totale di 10 numeri. Quest'ultima pubblicazione viene accolta con grande successo da parte della critica che la premia come miglior nuova serie del 2007 con un Eisner Award. Lo stesso Brubaker coadiuvato dall'artista Sean Phillips realizza nel 2008 due miniserie dal titolo Incognito e Incognito:Bad Influences, dove unisce il genere classico della crime story ad elementi tipici del genere supereroistico.

### Millarworld (2008-2012)
A partire dal 2008 l'etichetta comincia a pubblicare le opere creator-owned di Mark Millar che di fatto rientrano a far parte di una sotto-etichetta denominata Millarworld il cui logo compare in tutte le pubblicazione scritte dall'autore scozzese. Queste opere risultano ben presto le serie a fumetti di maggior successo pubblicate dalla Icon e la quantità di pubblicazioni e nuovi personaggi creati da Mark Millar lo rendono l'autore più attivo e prolifico della Icon.
La prima miniserie ad essere pubblicata dalla Millarworld è Kick-Ass, creazione originale dello stesso Millar e di John Romita Jr. (ai disegni) esplora la possibilità di cosa potrebbe succedere ad un teenager che volesse diventare un supereroe nel mondo reale, con conseguenze sia drammatiche che grottesche. La pubblicazione ha talmente successo che richiama l'interesse di Hollywood che ne realizza un film di discreto successo e fedele (anche se non pienamente) alle vicende della prima miniserie a fumetti del personaggio. La serie viene seguita nel 2010 da Kick-Ass 2 e da uno spin-off nel 2012 dal titolo Hit Girl sempre del duo Millar-Romita e dedicato alla giovane protagonista già vista nelle due miniserie. Questa storia si colloca cronologicamente tra Kick-Ass e Kick-Ass 2.

## Opere pubblicate
- Powers(Vol.2) nn.1-30, Brian Michael Bendis (testi) e Michael Avon Oeming (disegni), serie regolare(conclusa), sub-imprint:Jinxworld, luglio 2004 - settembre 2008. Note: La prima serie di Powers, ovvero Powers(Vol.1) è stata pubblicata tra il 2000 e il 2004 dalla Image Comics.
- Kabuki(Vol.7) nn.1-9, David Mack (testi-disegni), serie regolare(conclusa), luglio 2004 - settembre 2007. Note: Kabuki è stata pubblicata precedentemente dalla Caliber Press e dalla Image Comics. Dal 2014 è passata alla Dark Horse Comics.
- Dream Police n.1, J.Michael Straczynski (testi) e Mike Deodato Jr. (disegni), agosto 2005.
- Kabuki: Reflections nn.5-15, David Mack (testi e disegni), serie regolare (conclusa), è stata pubblicata dal n.1 al n.4 dalla Image Comics (luglio 1998 - giugno 2002), dal n.9 il titolo diventa Reflections, agosto 2005 - ottobre 2009.
- The Book of Lost Souls nn.1-6, Joseph Michael Straczynski (testi) e Colleen Doran (disegni), miniserie di 6, dicembre 2005 - giugno 2006.
- Jack Kirby's Galactic Bounty Hunters nn.1-6, Richard French - Lisa Kirby - Steve Robertson - Michael Thibodeaux (testi), Jack Kirby e AA.VV. (disegni), miniserie di 6, luglio 2006 - novembre 2007.
- Criminal nn.1-10, Ed Brubaker (testi) e Sean Phillips (disegni), serie regolare (conclusa), ottobre 2006 - ottobre 2007.
- Criminal (Vol.2) nn.1-7, E.Brubaker (testi) e S.Phillips (disegni), serie regolare (conclusa), febbraio - novembre 2008.
- Kick-Ass nn.1-8, Mark Millar (testi) e John Romita Jr. (disegni), miserie di 8, febbraio 2008 - febbraio 2010. Dal 2018 le raccolte di Kick-Ass e le relative pubblicazioni passano alla Image Comics[11].
- Criminal: The Sinners nn.1-5, E.Brubaker (testi) e S.Phillips (disegni), miniserie di 5, settembre 2009 - marzo 2010.
- Powers(Vol.3) nn.1-11, Brian Michael Bendis (testi) e Michael Avon Oeming (disegni), serie regolare conclusa, Jinxworld, novembre 2009 - luglio 2012.
- Dream Logic nn.1-4, David Mack (testi e disegni), miniserie di 4, maggio 2010 - ottobre 2011.
- Scarlet nn.1-10, Brian Michael Bendis (testi) e Alex Maleev (disegni), serie regolare, luglio 2010 - luglio 2016 (in corso).
- Casanova: Luxuria nn.1-4, Matt Fraction (testi), Cristiane Peter e Gabriel Bà (disegni), miniserie di 4, ottobre - dicembre 2010.
- Casanova: Gula nn.1-4, Matt Fraction (testi), Fabio Moon e Cristiane Peter (disegni), miniserie di 4, gennaio 2011 - aprile 2011.
- Criminal: The Last of the Innocents nn.1-4, Ed Brubaker (testi) e Sean Phillips (disegni), miniserie di 4, giugno - settembre 2011.
- Brilliant nn.1-6, Brian Michael Bendis (testi) e Mark Bagley (disegni), serie regolare, luglio 2011 - marzo 2014 (in corso).
- Casanova: Avaritia nn.1-4, Matt Fraction (testi) e Grabiel Bà (disegni), miniserie di 4, novembre 2011 - agosto 2012.
- Hit-Girl nn.1-5, Mark Millar (testi) - John Romita Junior (disegni), miniserie di 5, agosto 2012 - aprile 2013. Dal 2018 la raccolta trade paperback della miniserie viene distribuita dalla Image Comics[11].
- Powers: The Bureau, accreditata anche come Powers (Vol.4), nn.1-12, Brian Michael Bendis (testi) e Michael Avon Oeming (disegni), serie regolare (conclusa), febbraio 2013 - novembre 2014.
- Painkiller Jane: The price of freedom nn.1-4, Jimmy Palmiotti (testi) e Juan Santacruz (disegni), miniserie di 4, novembre 2013 - gennaio 2014.
- Fire, Brian Michael Bendis (testi e disegni), versione Hardcover della raccolta in Trade Paperback del 1999 pubblicata da Image Comics, edizione Icon: 2014.
- Painkiller Jane: The 22 Brides nn.1-3, Jimmy Palmiotti (testi) e Juan Santacruz (disegni), miniserie di 3, maggio - ottobre 2014.
- The United States of Murder Inc. nn.1-5, B.M.Bendis (testi) e M.A.Oeming (disegni), miniserie di 5, maggio 2014 - febbraio 2015.
- Man of Wrath nn.1-5, Jason Aaron (testi) e Ron Garney (disegni), miniserie di 5, ottobre 2014 - febbraio 2015.
- Powers (vol.5), accreditata anche come Powers (2015), nn.1-8, Brian Michael Bendis (testi) e Michael Avon Oeming (disegni), serie regolare (conclusa), gennaio 2015 - aprile 2017.
- Empress nn.1-7, Mark Millar (testi) e Stuart Immonen (disegni), miniserie di 7, giugno 2016 - febbraio 2017.

## Accoglienza
Il debutto dell'etichetta è positivo in quanto Powers riesce a prendere il 39º posto delle vendite con 40389 copie mentre Kabuki ottiene il 91º posto con 25306 copie, entrambi i dati riguardano il mercato diretto in quanto è l'unico canale distributivo della Icon. L'eccellente risultato è dimostrato dal fatto che il fumetto del duo Bendis-Oeming risulta essere la serie creator-owned di maggior successo tra gli albi distribuiti quel mese e si trova ad avere venduto più copie di serie intitolate a celebri personaggi quali Capitan America, Flash, Thor, Spawn e molti altri.
Nel 2008 con l'arrivo delle serie create da Mark Millar quali Kick-Ass, Nemesis e Superior, le vendite migliorano ulteriormente. Difatti Kick-Ass n.1 è l'albo più venduto dalla fondazione dell'etichetta, sfiorando le 48000 copie di pre-ordinazione presso il distributore unico Diamond Comic Distributors. Risulta essere l'albo creator-owned (cioè i cui diritti appartengono all'autore) più venduto, superando The Boys di Garth Ennis (sulle 28000 copie vendute) e staccando di molto le serie Image più vendute cioè Spawn e The Walking Dead che si attestano intorno alle 22000 copie.

## Premi
- Criminal, di Ed Brubaker e Sean Phillips, vince il Will Eisner Comic Industry Award del 2007 come miglior nuova serie (o Best New Series in originale).
- Criminal: The Last of the Innocents, una delle miniserie sequel di Criminal, vince il Will Eisner Comic Industry Award del 2012 come miglior miniserie dell'anno (o Best Limited-Series in originale)[14]. Gli autori sono ancora il duo Brubaker-Phillips, che confermano Criminal come una delle serie noir più apprezzate degli anni duemila.

## Adattamenti cinematografici
- Kick-Ass: nel 2010 viene realizzato l'adattamento cinematografico della prima miniserie del personaggio Kick-Ass, creato da Mark Millar e John Romita Junior[15]. Viene diretto dal regista Matthew Vaughn che ne cura la sceneggiatura insieme a Jane Goldman e allo stesso Mark Millar (autore del soggetto del film). I protagonisti sono gli stessi visti nel fumetto e sono interpretati da Aaron Johnson nei panni di Kick-Ass e Chloë Moretz e Nicolas Cage rispettivamente come Hit-Girl e Big Daddy. Il lungometraggio è la prima trasposizione cinematografica o in qualsiasi altro media di una serie a fumetti dell'etichetta Icon. Si tratta di un film indipendente a basso costo dal budget complessivo di 28 milioni di dollari che ne riesce a incassare 100 nelle sale cinematografiche e altrettanti attraverso le vendite nel mercato dei DVD[15]. Da notare che la distribuzione italiana ha avuto un ritardo di oltre un anno per le scene eccessivamente violente che riguardano la poco più che bambina Hit Girl[15].